# Policastrói-öböl
A Policastrói-öböl (olaszul Golfo di Policastro) a Tirrén-tenger egyik öble Marina di Camerota és a Scalea-fok között. Nevét a partján fekvő Policastro Bussentino település után kapta, mely a görögök által alapított ókori Pixous (latinul Buxentum) helyén alakult ki. Az öböl partján három megye osztozik: Salerno, Potenza és Cosenza. A Campaniához tartozó partvonal (Salerno megye) a Cilento és Vallo di Diano Nemzeti Park része.

## Nagyobb települések
- Policastro Bussentino
- San Giovanni a Piro
- Sapri
- Maratea
- Praia a Mare
- Scalea

## Lásd még
- Cilento